# Jeanne Ngo Minyemeck
Jeanne Ngo Minyemeck est une athlète camerounaise, spécialiste des lancers, née le 18 août 1969. 

## Biographie
Jeanne Ngo Minyemeck remporte l'épreuve du disque aux Jeux d'Afrique centrale en 1987 (44,56 m). Quelques mois plus tard, elle remporte son principal titre aux Jeux africains de 1987 avec un lancer de disque à 46,20 m.
En 1988, elle obtient une médaille de bronze au poids (13,92 m) aux championnats d'Afrique. Elle participe quelques semaines plus tard aux Jeux olympiques de Séoul. Elle est éliminée dès les qualifications au disque (aucun essai mesuré) et au poids (12,73 m).
La même année, elle bat le record du Cameroun du marteau (51,78 m) et du disque (50,56 m). Le premier est battu par Georgina Toth en 2006, le second par Nora Monie.
Elle est mariée au lanceur de marteau français Walter Ciofani, quintuple champion de France et finaliste des Jeux olympiques. Leur fille Audrey Ciofani est dans le top 6 mondial chez les cadettes. Une autre de leurs filles, Anne-Cécile Ciofani, est une joueuse de rugby à sept internationale, médaillée d'argent aux Jeux olympiques d'été de 2020, élue meilleure joueuse de rugby à 7 de l’année 2021 par World Rugby.

### Palmarès
| Date | Compétition             | Lieu        | Résultat | Épreuve | Performance |
| ---- | ----------------------- | ----------- | -------- | ------- | ----------- |
| 1987 | Jeux d'Afrique centrale | Brazzaville | 1re      | Disque  | 44,56 m     |
| 1987 | Jeux africains          | Nairobi     | 1re      | Disque  | 46,20 m     |
| 1988 | Championnats d'Afrique  | Annaba      | 3e       | Poids   | 13,92 m     |

### Records
Elle détient le record du Cameroun du lancer de disque et a détenu celui du marteau de 1988 à 2006.
| Épreuve           | Épreuve   | Performance | Lieu  | Date        |
| ----------------- | --------- | ----------- | ----- | ----------- |
| Lancer du disque  | Plein air | 50,56 m     | Reims | 5 juin 1988 |
| Lancer du marteau | Plein air | 51,78 m     |       | 1988        |